# Knight's & Magic
Knight's & Magic (ナイツ＆マジック?) es una serie de novela ligera japonesa escrita por Hisago Amazake-no e ilustrada por Kurogin. La serie cuenta la historia de un joven programador y otaku japonés que muere en un accidente automovilístico y se reencarna de niño en un mundo alternativo donde la magia y los robots gigantes son reales, dedicándose desde entonces a cumplir su sueño de construir y pilotar su propio mecha.
Se originó como una novela web antes de ser recogida para su publicación impresa por Shufunotomo. Una adaptación de manga de Takuji Kato es publicada por Square Enix, y una adaptación de la serie de televisión anime por 8-Bit comenzó a emitirse en julio de 2017.

## Argumento
Knight's & Magic se sitúa en un mundo donde los caballeros medievales usan robots gigantescos llamados Caballeros Silhouette para luchar contra las bestias demoníacas, animales voraces y mágicos que lo devoran todo a la vista. El protagonista es Tsubasa Kurata, un otaku mecha de Japón que muere en un accidente automovilístico. Tsubasa reencarna en este nuevo mundo paralelo como Ernesti "Ernie" Echavalier, un niño andrógino nacido en una familia noble. Los recuerdos otaku anteriores de Tsubasa inspiran a Ernesti a crear sus propios Caballeros Silhouette para defender su reino.

## Personajes
Ernesti "Ernie" Echavalier (エルネスティ・エチェバルリア (エル)?)
Seiyū: Rie Takahashi
El protagonista principal y esposo de Addy. También conocido como Ernie, es un niño obsesionado con los Caballeros Sillhouette desde su niñez y quiere crear su propio Caballero Sillhouette para proteger su reino. Debido a su baja estatura y su aspecto andrógino, a menudo se confunde con una chica. Gracias a las memorias de su vida pasada, es un inventor genial que ha creado nuevos inventos como una varilla mágica parecida a una navaja que combina una espada y una varilla mágica en un arma.
Adeltrud "Addy" Olter (アデルトルート・オルター (アディ)?)
Seiyū: Ayaka Ōhashi
También conocida como "Addy", amiga de infancia de Ernie y posteriormente su esposa. Ella y su hermano aprendieron magia con él,su característica principal es su personalidad alegre y cariñosa.
Archid "Kid" Olter (アーキッド・オルター (キッド)?)
Seiyū: Shinsuke Sugawara
También conocido como "Kid", es hermano de Addy y otro amigo de la infancia de Ernie que también aprende magia de él. Debido a que él y su hermana son hijos ilegítimos del Marqués Serrati y de su amante, no se lleva bien con su padre y su familia legal, especialmente con su medio hermano mayor Baltsar, que los desprecia porque teme que su padre pueda legitimarlos y hacer de Kid su heredero.
Edgar C. Blanche (エドガー・C・ブランシュ?)
Seiyū: Yasuaki Takumi
Mayor de Ernie y considerado el mejor corredor de Silhouette Knight´s de la escuela.
Dietrich Knitz (ディートリヒ・クーニッツ?)
Seiyū: Kazuyuki Okitsu
Otro de los mayores de Ernie y un Silhouette Knight´s. Es bastante arrogante, pero después de huir en la lucha contra un monstruo, cambia su comportamiento y se hace más responsable.
Helvi Oberi (ヘルヴィ・オーバーリ?)
Seiyū: Shizuka Itō
Otro de los mayores de Ernie y un Silhouette Knight´s. Ella está llena de determinación para ganar.
Batson Termonen (バトソン・テルモネン?)
Seiyū: Natsumi Fujiwara
Un enano que quiere ser herrero y amigo de Ernie.
David Hepken (ダーヴィド・ヘプケン?)
Seiyū: Atsushi Imaruoka
Un ingeniero enano en formación que es amigo de Ernie.
Stefania Serrati (ステファニア・セラーティ?)
Seiyū: Sayaka Senbongi
La Presidenta del Consejo Estudiantil de la Academia Laihiala y media hermana mayor de Addy y Kid. A pesar de su estatus ilegítimo, ella trata a Addy y Kid como parte de su familia. Como Addy, le encanta jugar con Ernie.
Lauri Echavalier (ラウリ・エチェバルリア?)
Seiyū: Masaru Ikeda
Abuelo de Ernie y director de la Academia de Silhouette Knight´s de Laihiala.
Mathias Echavalier (マティアス・エチェバルリア?)
Seiyū: Hidetaka Tenjin
El padre de Ernie y un corredor de Knight.
Celestina Echavalier (セレスティナ・エチェバルリア?)
Seiyū: Sayaka Ohara
La madre de Ernie que le enseñó magia.
Olver Bromdal (オルヴァー・ブロムダール?)
Seiyū: Yoshitsugu Matsuoka
Director del laboratorio Silhouette Knight.
Tsubasa Kurata (倉田翼 Kurata Tsubasa?)
Seiyū: Daisuke Sakaguchi
La encarnación original de Ernie en Japón. Kurata era un otaku obsesionado con los robots (en especial, de anime y manga de género mecha), lo que ayuda a explicar el propio interés de Ernie por los Caballeros Sillhouette. Él murió en un accidente de tránsito y fue reencarnado como Ernie en el nuevo mundo, comenzando la historia en primer lugar.

## Media

### Novelas ligeras
| N.º | Fecha de lanzamiento     | ISBN original          |
| --- | ------------------------ | ---------------------- |
| 1   | 30 de enero de 2013      | ISBN 978-4-07-288159-0 |
| 2   | 31 de mayo de 2013       | ISBN 978-4-07-289667-9 |
| 3   | 30 de septiembre de 2013 | ISBN 978-4-07-292729-8 |
| 4   | 28 de abril de 2014      | ISBN 978-4-07-296348-7 |
| 5   | 30 de marzo de 2015      | ISBN 978-4-07-412412-1 |
| 6   | 30 de marzo de 2016      | ISBN 978-4-07-416172-0 |
| 7   | 25 de marzo de 2017      | ISBN 978-4-07-424154-5 |
| 8   | 30 de septiembre de 2017 | ISBN 978-4-07-427900-5 |
| 9   | 31 de octubre de 2018    | ISBN 978-4-07-435471-9 |
| 10  | 30 de septiembre de 2020 | ISBN 978-4-07-445630-7 |
| 11  | 29 de noviembre de 2021  | ISBN 978-4-07-450520-3 |

### Manga
| N.º | Fecha de lanzamiento     | ISBN original          |
| --- | ------------------------ | ---------------------- |
| 1   | 24 de septiembre de 2016 | ISBN 978-4-7575-5108-4 |
| 2   | 23 de marzo de 2017      | ISBN 978-4-7575-5254-8 |
| 3   | 24 de junio de 2017      | ISBN 978-4-7575-5389-7 |
| 4   | 25 de septiembre de 2017 | ISBN 978-4-7575-5484-9 |
| 5   | 24 de marzo de 2018      | ISBN 978-4-7575-5670-6 |
| 6   | 25 de julio de 2018      | ISBN 978-4-7575-5792-5 |
| 7   | 24 de noviembre de 2018  | ISBN 978-4-7575-5919-6 |
| 8   | 25 de marzo de 2019      | ISBN 978-4-7575-6071-0 |
| 9   | 25 de julio de 2019      | ISBN 978-4-7575-6213-4 |
| 10  | 25 de noviembre de 2019  | ISBN 978-4-7575-6400-8 |
| 11  | 25 de marzo de 2020      | ISBN 978-4-7575-6573-9 |
| 12  | 22 de julio de 2020      | ISBN 978-4-7575-6765-8 |
| 13  | 25 de noviembre de 2020  | ISBN 978-4-7575-6955-3 |
| 14  | 25 de marzo de 2021      | ISBN 978-4-7575-7166-2 |
| 15  | 26 de julio de 2021      | ISBN 978-4-7575-7385-7 |
| 16  | 25 de noviembre de 2021  | ISBN 978-4-7575-7594-3 |
| 17  | 25 de marzo de 2022      | ISBN 978-4-7575-7836-4 |

### Anime
Una adaptación a anime producida por 8-Bit comenzó a transmitirse en AT-X y otros canales del 2 de julio del 2017 al 24 de septiembre del 2017. El opening es "Hello!MyWorld!!" interpretado por Fhána, mientras que el ending es "You & I" interpretado por Ayaka Ohashi. Crunchyroll transmitió la serie con Funimation proporcionando el doblaje en inglés mientras se transmite.
| #  | Título                            | Estreno                  |
| -- | --------------------------------- | ------------------------ |
| 1  | «Robots y Fantasía»               | 2 de julio de 2017       |
| 2  | «Héroe y bestia»                  | 9 de julio de 2017       |
| 3  | «Piezas y construcción»           | 16 de julio de 2017      |
| 4  | «Luz y sombra»                    | 23 de julio de 2017      |
| 5  | «El que se oculta y el que busca» | 30 de julio de 2017      |
| 6  | «Pruebas y errores»               | 6 de agosto de 2017      |
| 7  | «Nuevo y antiguo»                 | 13 de agosto de 2017     |
| 8  | «Secreto y misión»                | 20 de agosto de 2017     |
| 9  | «Fuerza y justicia»               | 27 de agosto de 2017     |
| 10 | «Guerra y princesa»               | 3 de septiembre de 2017  |
| 11 | «Golpe y retirada»                | 10 de septiembre de 2017 |
| 12 | «Caballero y dragón»              | 17 de septiembre de 2017 |
| 13 | «Cielo y Tierra»                  | 24 de septiembre de 2017 |